# Aubigny (Somme)
 Aubigny  es una población y comuna francesa, en la región de Picardía, departamento de Somme, en el distrito de Amiens y cantón de Corbie.

## Demografía
| 377 | 399 | 455 | 527 | 539 | 536 |
| Para los censos de 1962 a 1999 la población legal corresponde a la población sin duplicidades (Fuente: INSEE [Consultar]) |     |     |     |     |     |